# Rolnictwo ekologiczne

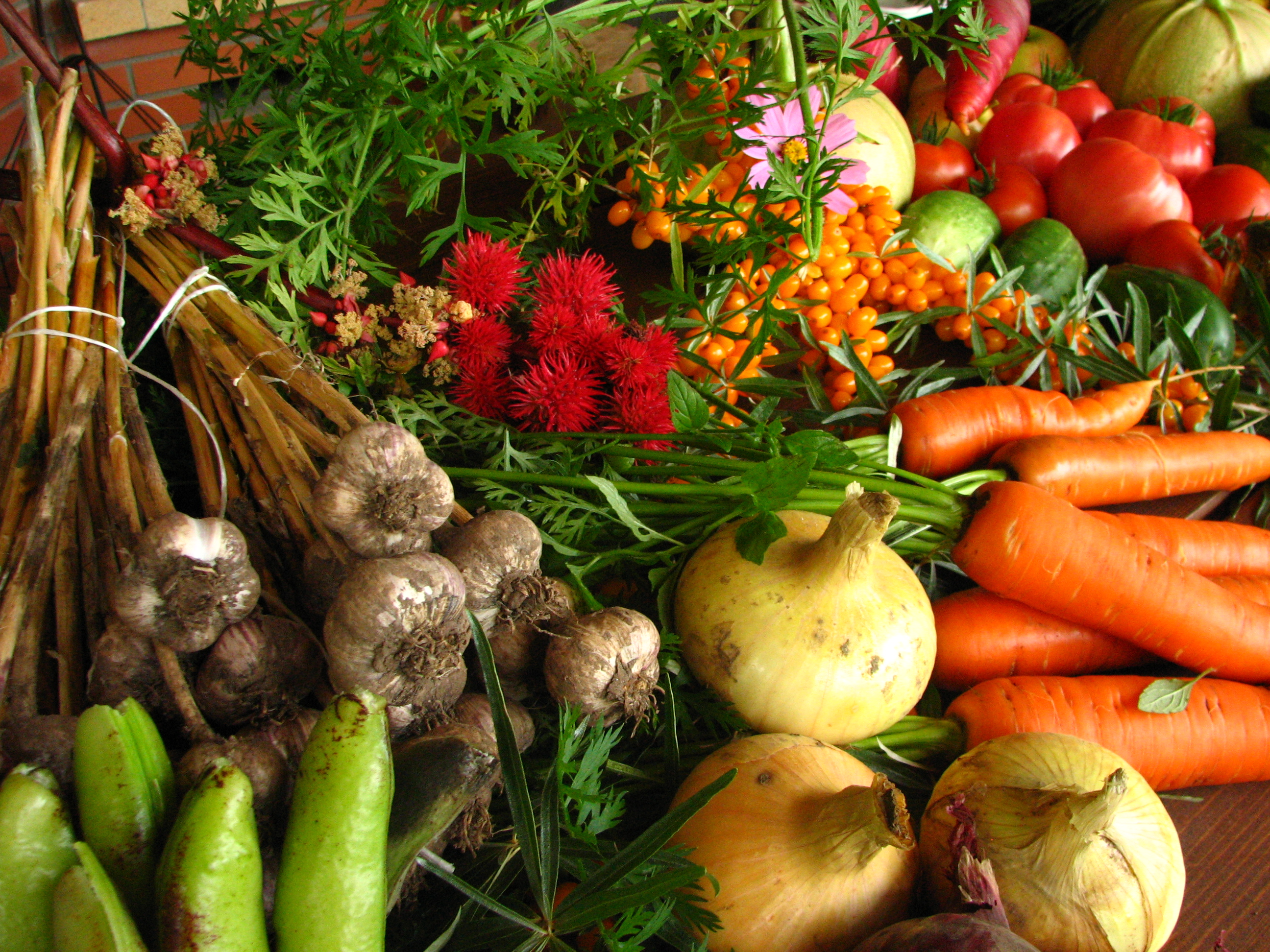
Warzywa i zioła z produkcji ekologicznej we Francji

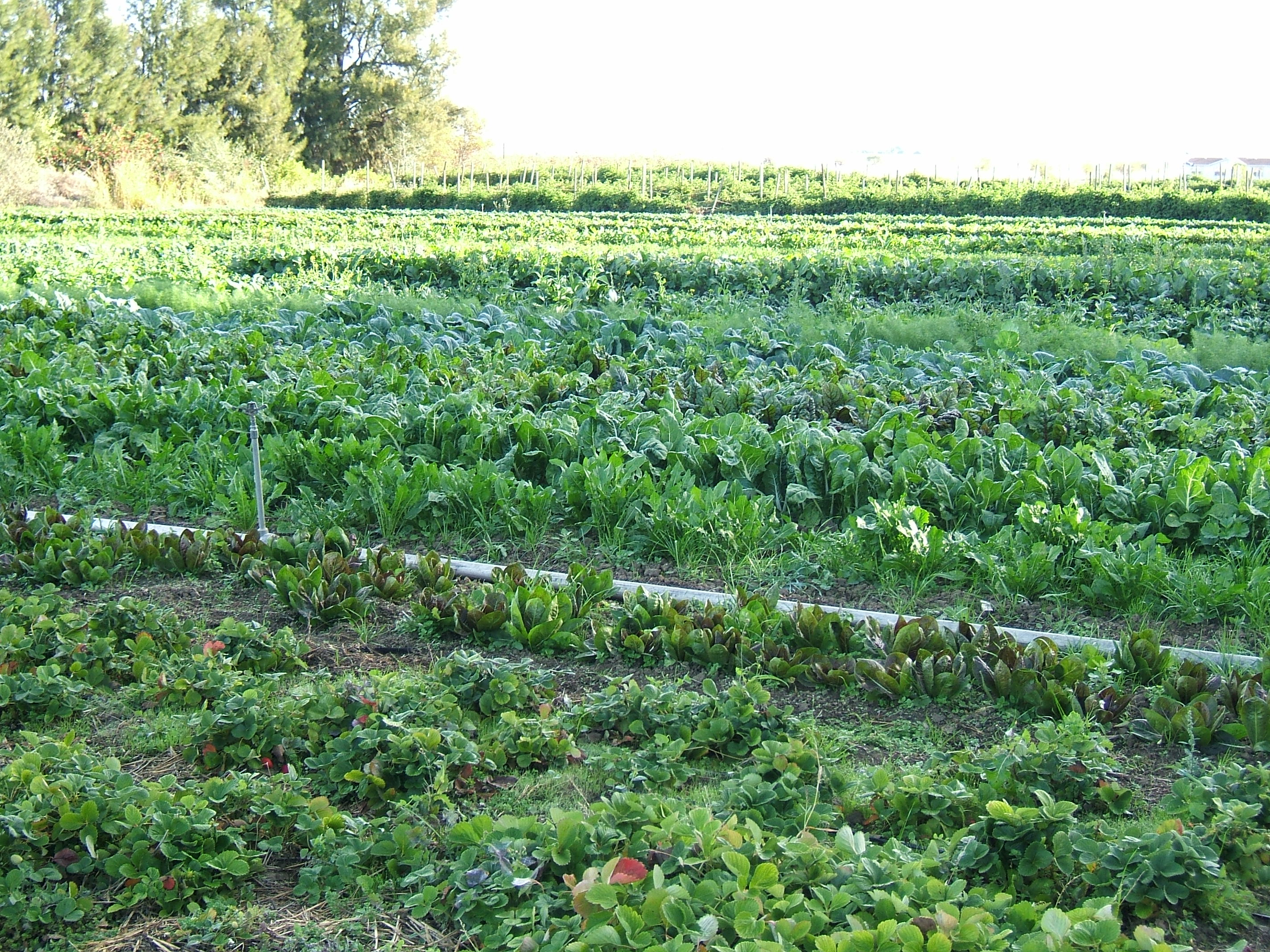
Jedna z metod stosowanych w ekorolnictwie: uprawa współrzędna, Capay (Kalifornia)

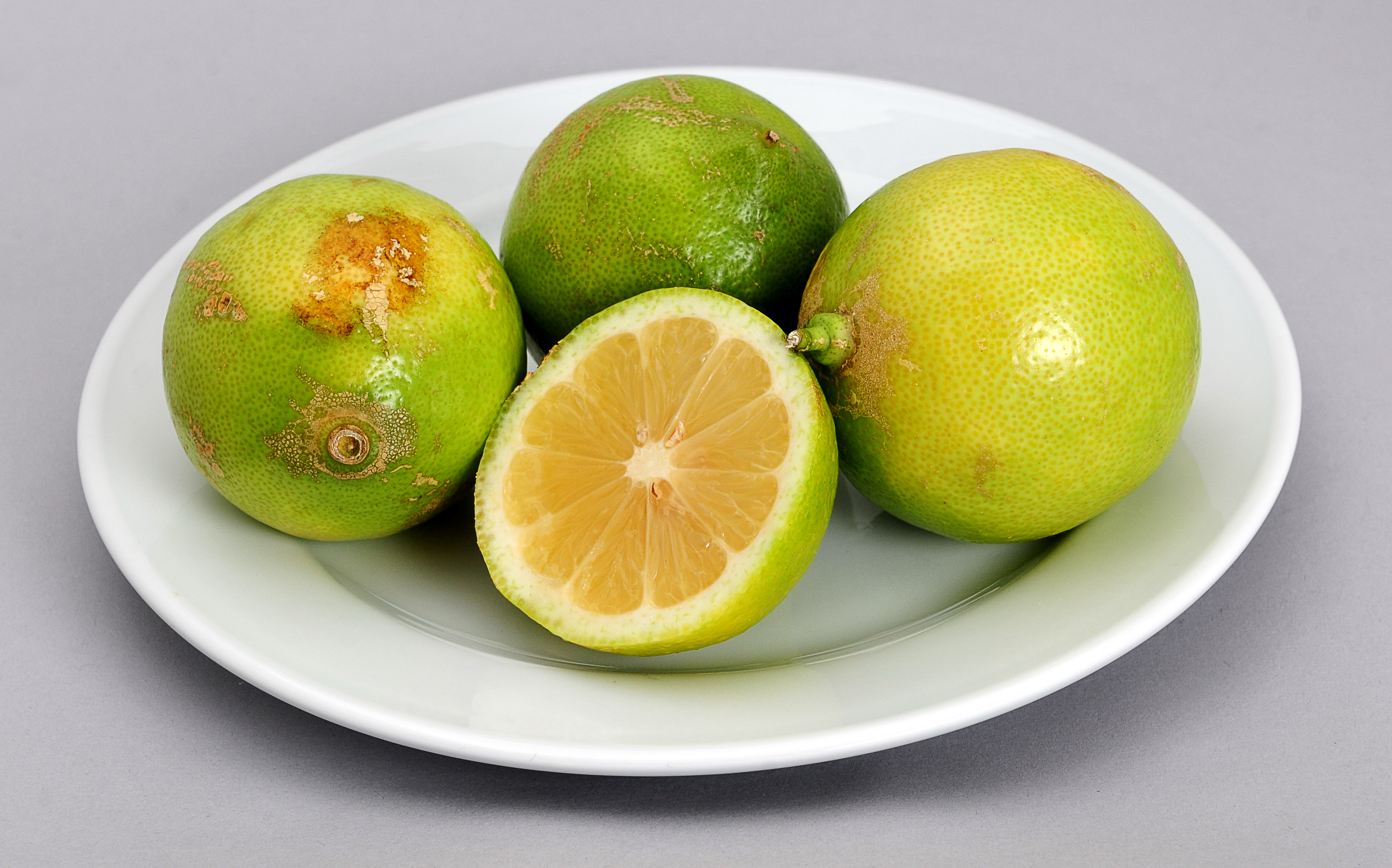
Cytryny z upraw ekologicznych

Rolnictwo ekologiczne – ogólny system zarządzania gospodarstwem i produkcji żywności, łączący najkorzystniejsze dla środowiska praktyki, wysoki stopień różnorodności biologicznej, ochronę zasobów naturalnych, stosowanie wysokich standardów dotyczących dobrostanu zwierząt i metodę produkcji preferującą użycie substancji naturalnych i naturalnych procesów. Alternatywa dla rolnictwa konwencjonalnego.

## Historia
Historia rozwoju rolnictwa ekologicznego ma już prawie sto lat, ponieważ za początek rozwoju rolnictwa ekologicznego, które rozpoczęło się od rolnictwa biodynamicznego, uważa się „Kurs rolniczy” zorganizowany w czerwcu 1924 r. w majątku grafa von Keyserlingk w Kobierzycach k. Wrocławia 1 , 2. Wprowadzenie po I wojnie światowej do nawożenia nawozów syntetycznych zainspirowało grupę naukowców i właścicieli dużych gospodarstw rolnych do przemyśleń nad przyszłością rolnictwa zgodnego z rytmami przyrodniczymi. Międzynarodowy „Kurs rolniczy” przeprowadzony przez dr Rudolfa Steinera uważa się za rozpoczęcie nowego systemu rolnictwa biodynamicznego, które rozwinęło się na całym świecie. Jednym z pierwszych gospodarstw biodynamicznych było gospodarstwo Stanisława Karłowskiego, ziemianina i senatora Senatu RP III kadencji (1930-1935) o powierzchni 1764 ha w Szelejewie.
Uprzemysłowienie rolnictwa i rozpowszechnienie nawozów syntetycznych umożliwiło w krajach wysoko rozwiniętych znaczny wzrost plonów w stosunku do stanu sprzed II wojny światowej. Zaczęto stosować herbicydy, defolianty i metody inżynierii genetycznej w celu tworzenia organizmów genetycznie modyfikowanych (GMO). Wsparcie hodowli przez stosowanie do leczenia i rozrodu antybiotyków i hormonów, oraz napromieniowywanie promieniami gamma niektórych produktów (takich jak przyprawy) pozwoliło zwiększyć produkcję i trwałość wyrobów, jednak taki kierunek zmian wzbudził liczne kontrowersje.
W odpowiedzi na to, po konferencji ONZ „Środowisko i Rozwój” w Rio de Janeiro w 1992 r. w dokumencie "Agenda 21", powstała koncepcja rolnictwa zrównoważonego pod kątem ekonomicznym, środowiskowym i społecznym, które w swych założeniach nie stanowi zagrożenia dla różnorodności biologicznej, a pośrednio przyczynia się do oszczędnego korzystania ze środowiska. Niektóre z metod, jak ponowne wykorzystanie zasobów, zbieranie deszczówki, korzystanie z ras i odmian przystosowanych do lokalnych warunków, znalazły zastosowanie nie tylko w gospodarstwach rolnych, ale także agroturystykach, ogrodach podmiejskich, czy działkowych. Wraz z popularyzacją ekologicznego stylu życia, metody pozyskiwania żywności w ten sposób zaczęły być chętnie stosowane również w amatorskich uprawach, małych społecznościach i kooperatywach.

## Zasady
Komisja Europejska od 1991 r. reguluje produkcję ekologiczną przepisami prawnymi i utrzymuje system kontroli, by zapewnić rolnikom warunki uczciwej konkurencji a konsumentom zaufanie do produktów ekologicznych. Od 1 stycznia 2022 r. obowiązuje rozporządzenie Parlamentu Europejskiego i Rady (UE) 2018/848 z dnia 30 maja 2018 r. w sprawie produkcji ekologicznej i znakowania produktów ekologicznych i uchylające rozporządzenie Rady (WE) nr 834/2007 oraz powiązane z nim rozporządzenia delegowane i wdrażające.
W Polsce system kontroli określony jest w ustawie z 23 czerwca 2022 r. o rolnictwie ekologicznym i produkcji ekologicznej.

### Produkcja zwierzęca
W odniesieniu do pochodzenia zwierząt:
Zwierzęta utrzymywane ekologicznie są urodzone i chowane w gospodarstwach ekologicznych (lub wprowadzone na szczególnych warunkach określonych w rozporządzeniu 2018/848 i uznane jako ekologiczne, po spełnieniu wymogów okresu konwersji).

### Produkcja roślinna

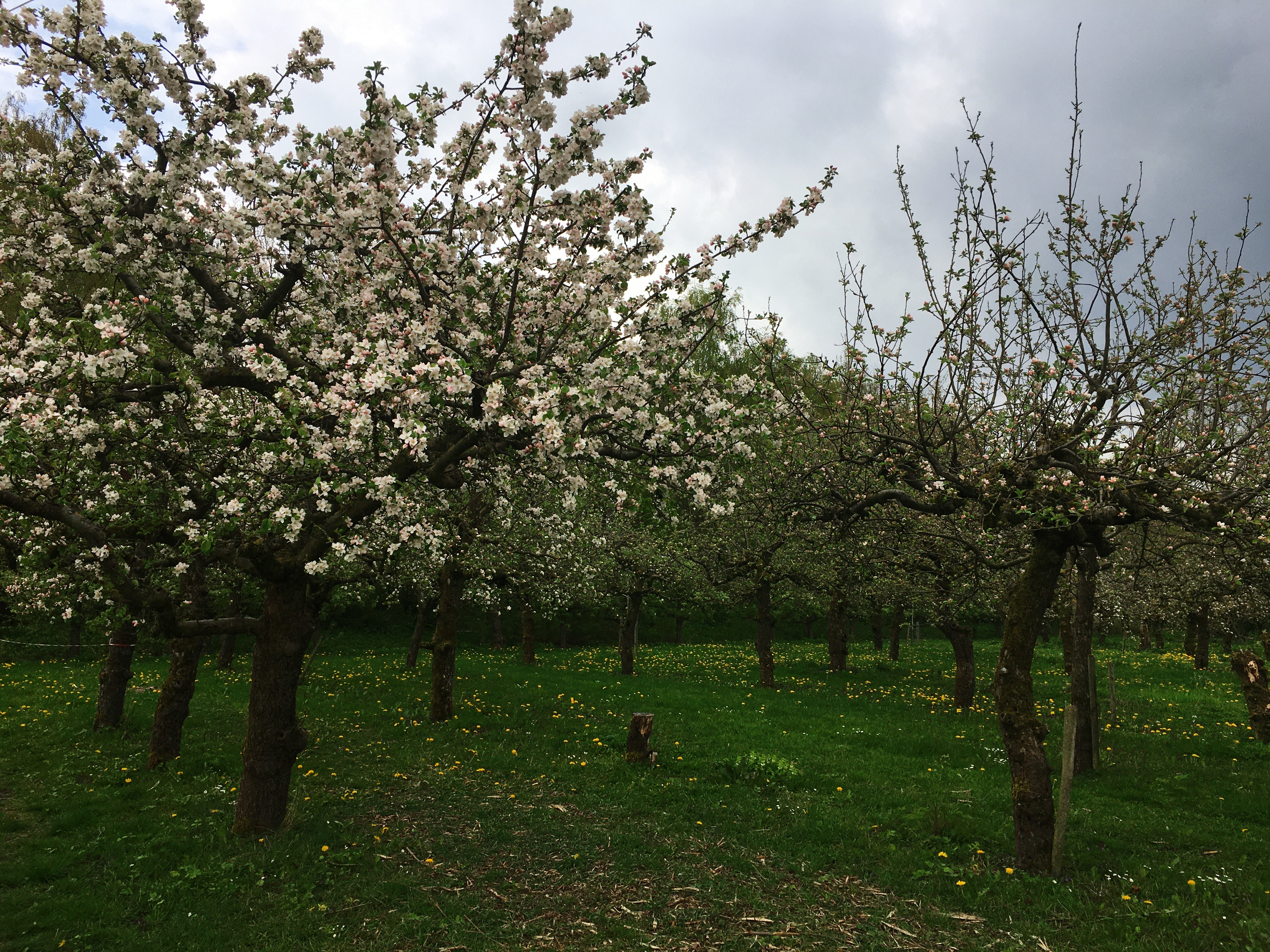
Ekologiczny sad z jabłonkami w Ressen

#### Produkcja jabłek
Wybór najlepszego stanowiska pod sad powinien uwzględniać obecność innych roślin uprawnych w pobliżu. Stosowane w uprawie innych roślin pestycydy mogą być znoszone na sad, przez co mogą być wykrywane w produkowanych jabłkach. Najczęściej wybiera się lekkie wzniesienia, zapewniające intensywny ruch powietrza, który osusza liście oraz owoce po deszczach, co wpływa na zmniejszenie ryzyka rozwoju chorób grzybowych. Dlatego też nie należy osłaniać sadu ze wszystkich stron szpalerem drzew lub krzewów, ponieważ zmniejsza to naturalny ruch powietrza. Glebę pod jabłonie należy przygotować już rok wcześniej, wykonując orkę lub talerzowanie, które ułatwi zniszczenie szkodników glebowych. Z warstwy ornej i podornej pobiera się próbki do analizy w celu określenia zawartości składników pokarmowych oraz pH gleby. Na podstawie wyników można zastosować odpowiednie nawozy fosforowe, potasowe, magnezowe oraz wapniowe. 

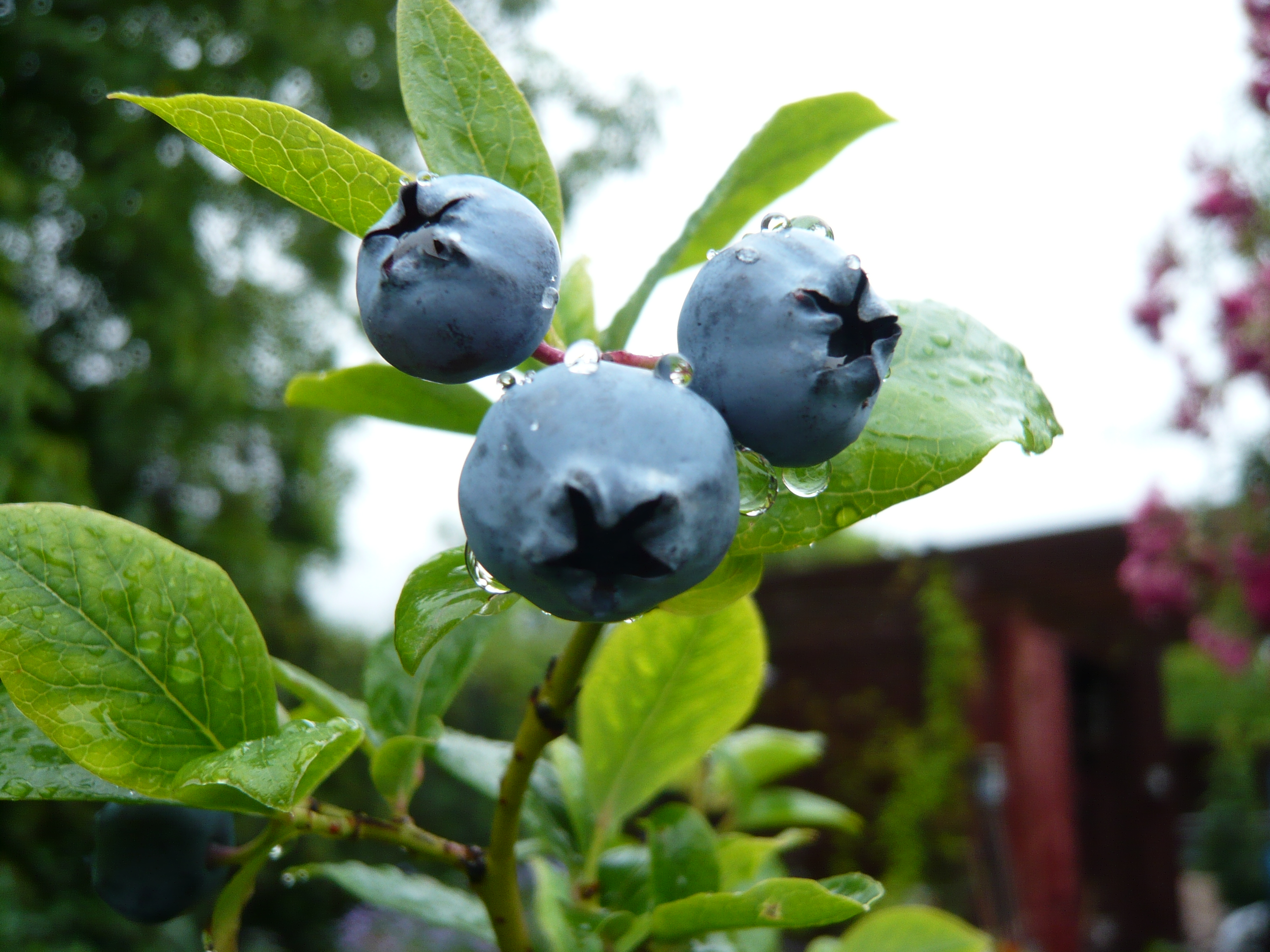
Ekologiczna uprawa owoców jagodowych

#### Produkcja owoców jagodowych
Wszystkie owoce jagodowe takie jak maliny, borówki amerykańskie i porzeczki, można uprawiać metodami ekologicznymi. Stanowiska na plantacje powinny być dobrane pod odpowiedni gatunek np. borówka wymaga podłoża o bardzo niskim pH ok. 4-4,5 natomiast maliny i porzeczki ok. 6 i więcej. Przed założeniem plantacji wykonuje się analizę gleby. W ten sposób można zastosować odpowiednie nawozy potasowe, azotowe i wapniowe, aby rośliny mogły właściwie się rozwijać. W produkcji ekologicznej można stosować jedynie dopuszczone nawozy.

## Korzyści

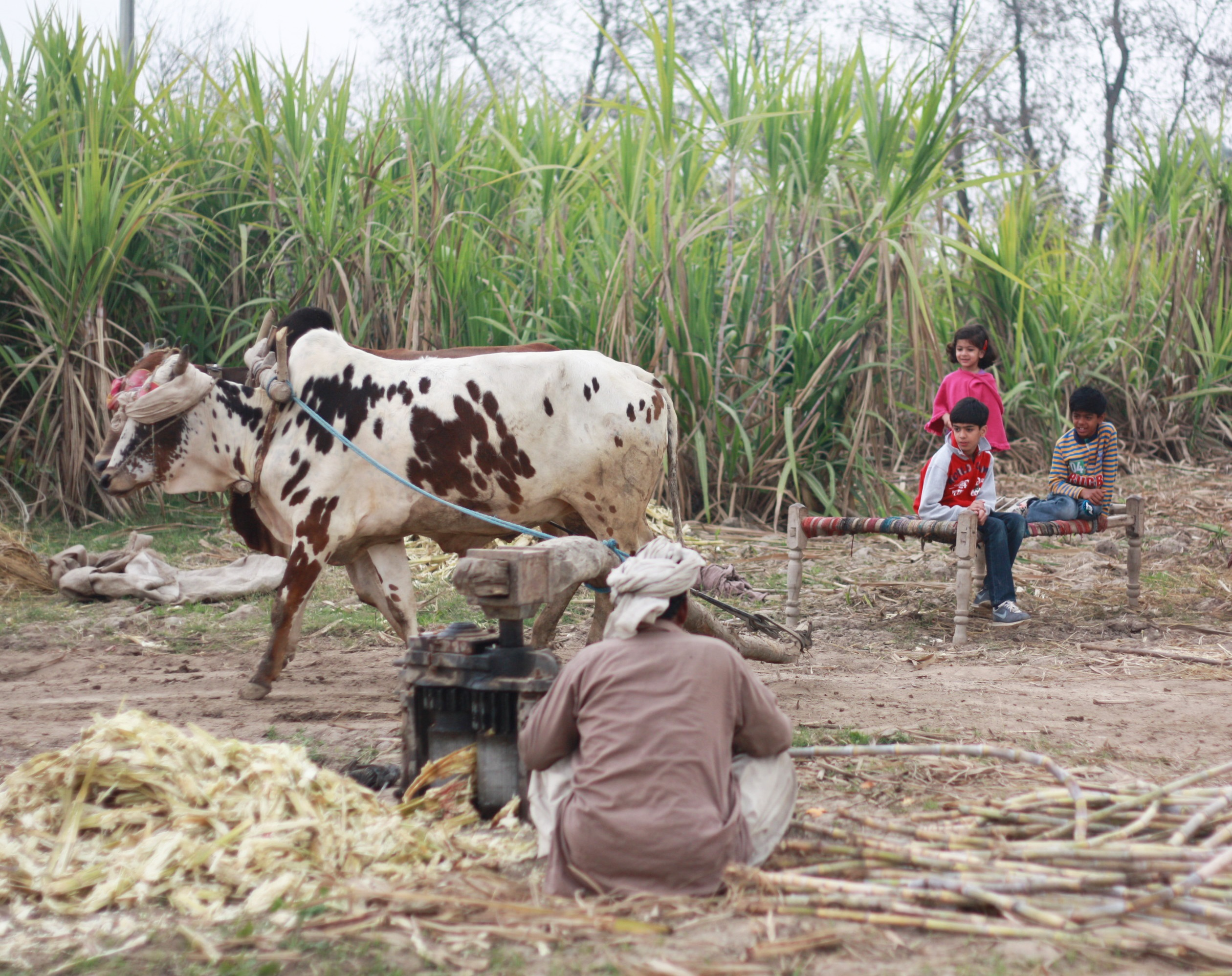
Wyciskanie soku z trzciny cukrowej z użyciem wołów zamiast maszyn

Produkcja ekologiczna jest bardziej zróżnicowana, ze względu na konieczność wykorzystania naturalnych powiązań w naturze dla osiągnięcia rozmaitych celów (jak zapewnienie roślinom i zwierzętom substancji odżywczych, ograniczenie populacji szkodników, zarządzanie obiegiem wody i tym podobne). Zmniejszenie mechanizacji rolnictwa zastępuje praca ludzi i zwierząt (w przypadku tych drugich jest to zarówno praca kontrolowana przez człowieka, np. w zaprzęgu, jak zachowania naturalne – np. grzebanie w ziemi przez kury czy świnie). Popularyzacja rolnictwa ekologicznego przyczynia się także do zwiększenia suwerenności żywieniowej małych gospodarstw i integracji lokalnych społeczności.
Ekorolnictwo zapewnia biologiczną samoregulację, stosuje metody ochrony gleby, wody, a także krajobrazu, czego efektem są produkty rolne o wysokiej jakości biologicznej. Ograniczona ingerencja człowieka w ekosystem gospodarstwa powstrzymuje proces degradacji siedliska rolniczego. Obszary upraw ekologicznych pozwalają przetrwać wielu gatunkom i stanowią ważne ośrodki ekspansji tych organizmów na okolicę. Urozmaicają one krajobraz, poprawiają mikroklimat, są też wzorcem prawidłowych zachowań dla mniej uświadomionych ekologicznie sąsiadów. Mniejsze zanieczyszczenie gleb azotem o 31% w przeliczeniu na powierzchnię, a nawet 49% w przeliczeniu na jednostkę produktu.
Od 2004 r. rolnikom rozpoczynającym produkcję ekologiczną już od pierwszego roku przestawiania gospodarstwa na metodę ekologiczną przysługuje dotacja do powierzchni upraw, wypłacana jako dopłata dodatkowa do płatności obszarowych oraz częściowy zwrot kosztów kontroli (zwrot kosztów transakcyjnych). 

## Kontrowersje

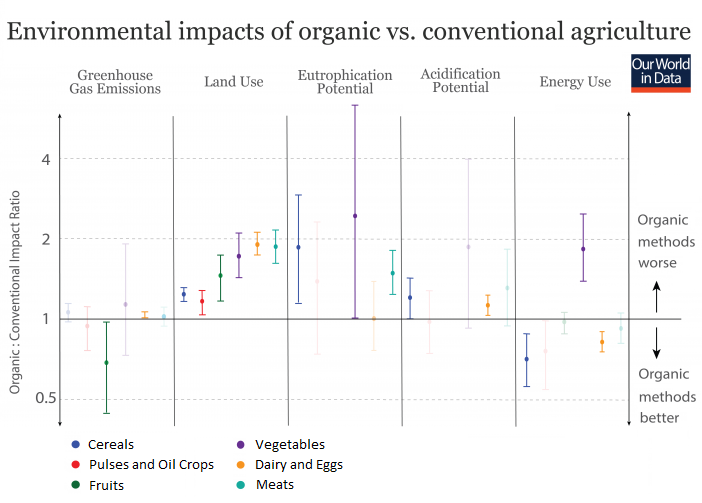
Porównanie wpływu na środowisko rolnictwa ekologicznego i konwencjonalnego. Wartość 1,0 oznacza, że wpływ obu systemów jest taki sam; wartości większe niż 1,0 oznaczają, że wpływy systemów organicznych są większe (gorsze).

Według wielu badań, gospodarstwa ekologiczne mają generalnie korzystniejszy wypływ na środowisko na jednostkę powierzchni, ale są mniej korzystne na jednostkę produktu, ponieważ mniejsze plony powodują konieczność większego obszaru upraw. Powoduje to między innymi większą presję na wylesianie, a przez to zwiększenie ilości dwutlenku węgla w atmosferze. Zazwyczaj posiadają więcej materii organicznej w glebie i mniejszą utratę substancji odżywczych z gleby, jednak emisja amoniaku, wymywanie azotu i emisja podtlenku azotu na jednostkę produkt są wyższe.
Wyróżniono dwie strategie zagospodarowania terenu mające na celu minimalizację niekorzystnego wpływu rolnictwa na środowisko. W pierwszej z nich dostępny teren przeznacza się na rolnictwo ekologiczne (ang. land sharing). W drugim podejściu teren dzieli się na obszar, który zajmuje rolnictwo intensywne oraz część pozostawioną „dla przyrody” (ang. land sparing). Prowadzone są badania, których celem jest ustalenie jaka z tych strategii – przy zachowaniu takiej samej wielkości produkcji – powoduje mniejsze szkody dla środowiska. Wyniki dla południowo-wschodniej Ghany oraz północnych Indii wskazują, że przy strategii land sparing populacja ptaków oraz drzew, szczególnie tych o małym zasięgu, jest większa niż przy podejściu land sharing (przy założeniu aktualnej lub wyższej wydajności). Podobne badanie, prowadzone pod kierunkiem tych samych autorów, trwa w Polsce a wstępne wyniki potwierdzają przewagę strategii land sparing także w tym przypadku.

## W kulturze współczesnej
W roku 2018 powstał film dokumentalny pod polskim tytułem „Nasze miejsce na Ziemi” (ang. „The Biggest Little Farm”), którego twórcami i głównymi bohaterami jest małżeństwo filmowców John i Molly Chester, postanawiający wyprowadzić się z miasta i założyć ekologiczną farmę, bez żadnego wcześniejszego doświadczenia z uprawą roślin czy hodowlą zwierząt. Jednym z bohaterów filmu jest też Alan York, kalifornijski konsultant z którego wiedzy John i Molly korzystali zakładając swoje gospodarstwo.
W mediach społecznościowych rosnącą popularność zdobywa chińska blogerka kulinarna Li Ziqi, która w krótkich materiałach filmowych przedstawia tradycyjną chińską kuchnię, przyrządzając potrawy ze składników samodzielnie zebranych lub wyhodowanych. Prezentuje także rękodzieło. Wiele z pokazywanych przez nią zwyczajów i tradycji obrazuje szeroko pojęte rolnictwo ekologiczne; m.in. przyrządzanie potraw zgodnie z porą roku i z lokalnych produktów, co przypomina tradycyjną chińską filozofię pięciu przemian. W roku 2019 jej kanał Youtube ma ponad siedem milionów subskrybentów.

## Rozwój ekorolnictwa

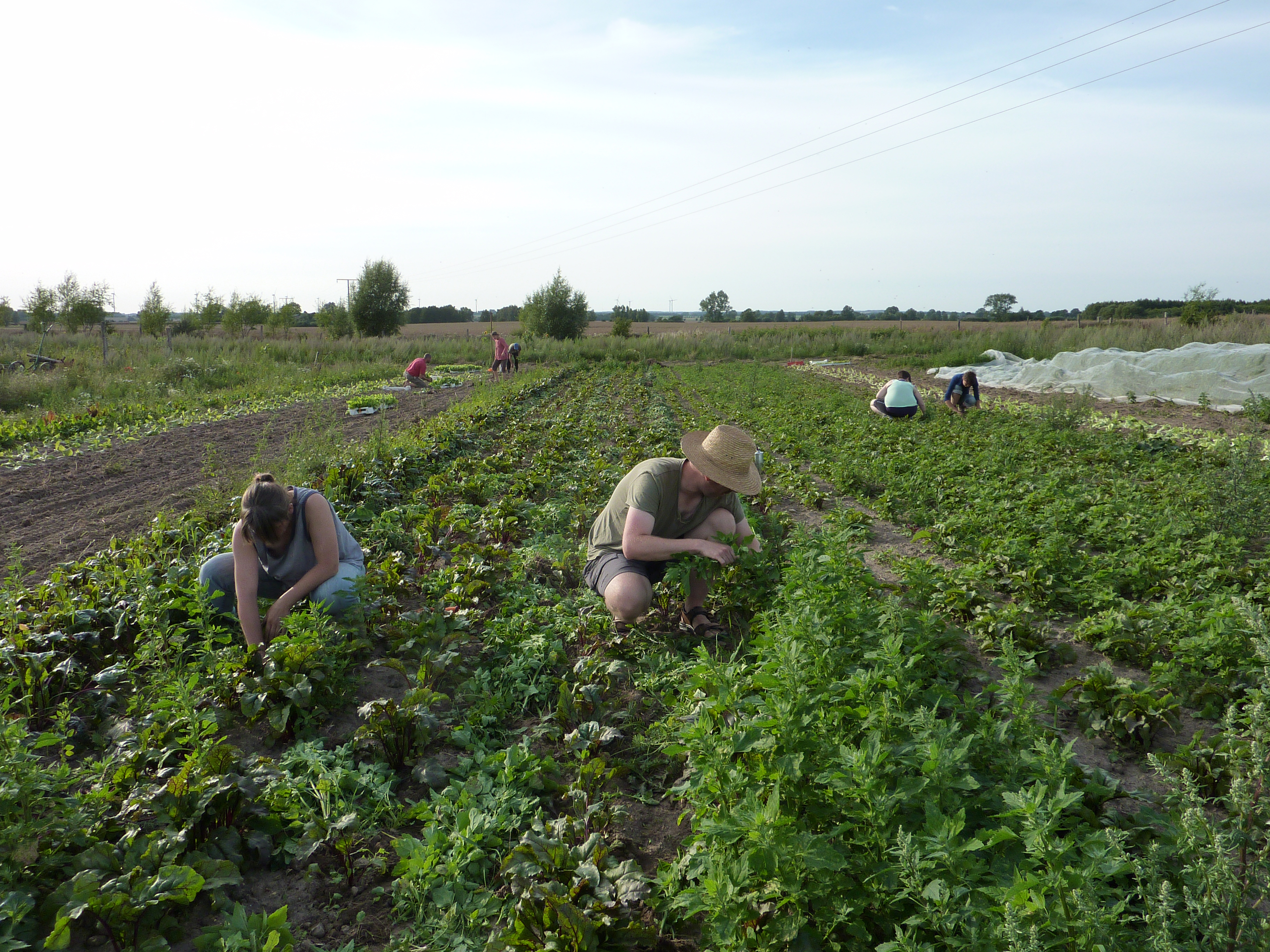
Pracownicy na ekologicznym gospodarstwie rolnym

Koncepcja rolnictwa ekologicznego wywodzi się z krajów wysoko uprzemysłowionych, gdzie produkcja rolnicza jest szczególnie rozwinięta, istnieją więc nadwyżki produktów rolnych. Ponadto ruchy ekologiczne i uświadomienie społeczeństwa ma tu duże znaczenie. Idee realizowane w rolnictwie ekologicznym wywodzą się z różnych filozofii i przyjmują różne formy społeczne i ekonomiczne.
W Niemczech rozwinęły się bardzo silnie różne kierunki rolnictwa ekologicznego; między innymi rolnictwo biodynamiczne i rolnictwo organiczno-biologiczne. W roku 1989 w związkach rolnictwa ekologicznego zrzeszonych było 0,31% ogólnej liczby rolników, czyli 2330 gospodarstw. W 2021 r. w Europie było około 442 tys. gospodarstw ekologicznych, z czego w UE około 378 tys. Włochy są krajem z największą liczbą gospodarstw ekologicznych – około 75 tys. W 2021 r. w UE było około 15,6 mln ha powierzchni uprawianych ekologicznie, z czego około 2,7 mln ha we Francji, 2,4-6 mln ha w Hiszpanii i 2,1 mln ha we Włoszech. W 2021 r. w USA było około 17 tys. gospodarstw ekologicznych o łącznej powierzchni około 2,3 mln ha, a obroty na rynku żywności ekologicznej mają wartość około 57 mld USD.
W Polsce w 2021 r. było około 19,9 tys. gospodarstw ekologicznych o powierzchni około 0,55 mln ha. Od czasu powstania Stowarzyszenia Producentów Żywności Metodami Ekologicznymi Ekoland (1989 r.) wprowadzono pierwsze kontrole i certyfikaty dla produktów ekologicznych. Od maja 2004 r. certyfikaty są wydawane polskim producentom ekologicznym na podstawie przepisów prawa Unii Europejskiej. Konwersja gospodarstw konwencjonalnych trwa dwa–trzy lata, a rolnicy mogą korzystać z dotacji w ramach działania „Rolnictwo ekologiczne”. Według raportu GIJHARS powierzchnia upraw ekologicznych w Polsce wynosiła w 2021 r. ok. 550 tys. ha, co stanowi około 3% ogólnej powierzchni użytkowanej rolniczo. Rozwojowi rolnictwa ekologicznego na lata 2021-2027 ma służyć „Ramowy Plan Działań dla Żywności i Rolnictwa Ekologicznego w Polsce”, którego celem jest rozwój produkcji ekologicznej, w tym rozwój rynku produktów ekologicznych w Polsce oraz przeznaczenie do 2030 r. co najmniej 7% powierzchni użytków rolnych objętych systemem produkcji ekologicznej.
W Stanach Zjednoczonych występuje trend do zwiększania produkcji ekologicznej (ang. organic farming), który rozpoczął się od tworzenia małych gospodarstw wiejskich sprzedających swoje produkty przez internet i rozwinął się w dodatkowy nurt polegający na uprawie jadalnych roślin w miastach (urban homesteading) i okolicach podmiejskich, który jest możliwy dzięki temu, że znaczna część populacji USA zamieszkuje w wolnostojących domach z niewielkim ogrodem.

## System kontroli w rolnictwie ekologicznym

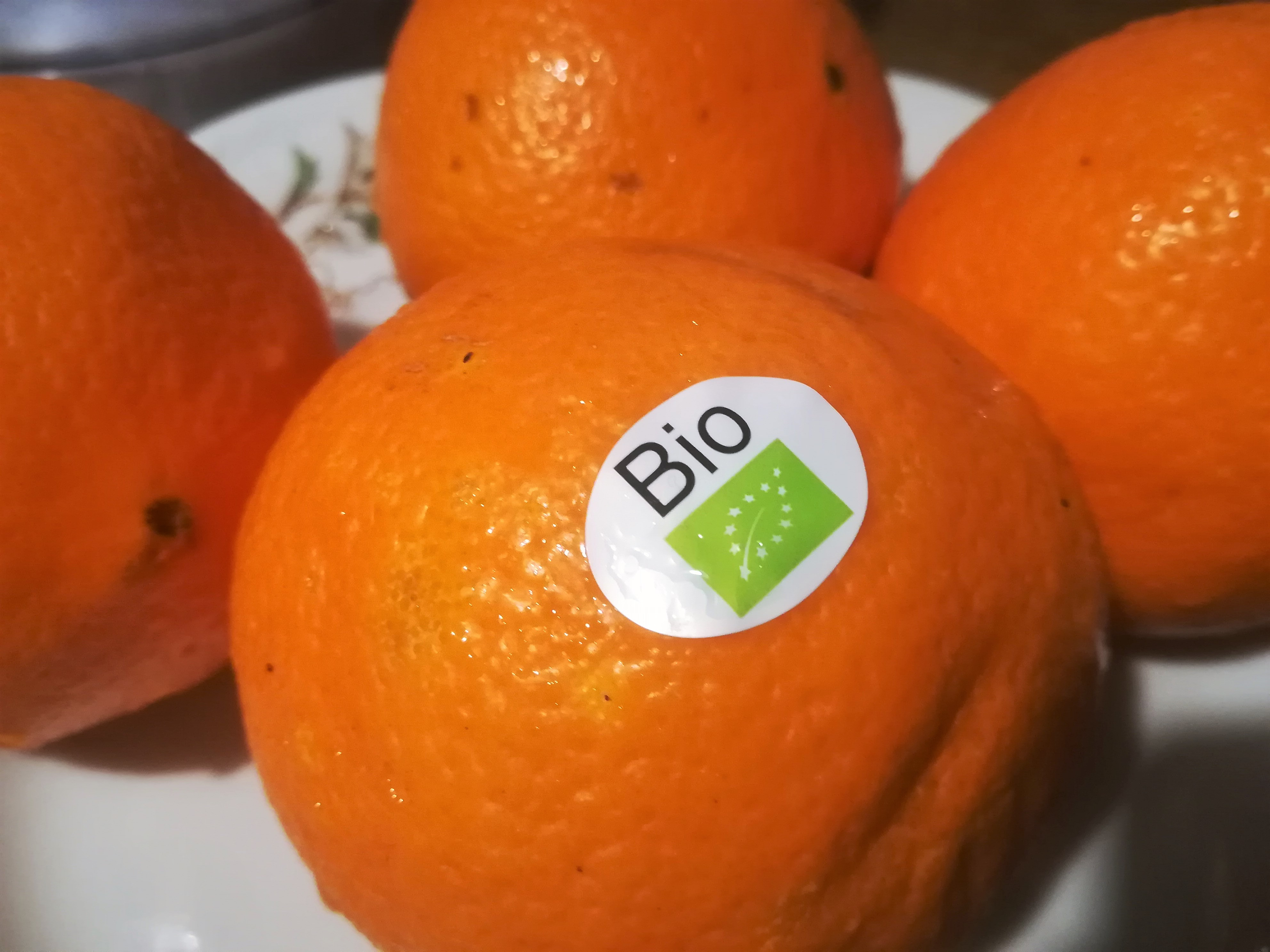
Certyfikacja ekologicznych owoców

Dla konsumenta bardzo istotne jest to, że wszyscy producenci ekologiczni, zarówno rolnicy, jak i przetwórcy, dobrowolnie poddają się specjalnemu systemowi kontroli, który ma zagwarantować, że produkty oferowane jako ekologiczne, rzeczywiście spełniają wymogi określone w przepisach. Polski system kontroli w rolnictwie ekologicznym składa się z komercyjnych jednostek certyfikujących oraz nadzorującego je organu państwowego, jakim jest Główny Inspektor Jakości Handlowej Artykułów Rolno-Spożywczych.
Jednostki certyfikujące, aby prowadzić kontrole producentów ekologicznych, muszą posiadać upoważnienie Ministra Rolnictwa i Rozwoju Wsi, a jednym z warunków otrzymania tego upoważnienia jest akredytacja jednostki na zgodność z normą PN-EN ISO/IEC 17065:2013 „Ocena zgodności. Wymagania dla jednostek certyfikujących wyroby, procesy i usługi”. Obecnie funkcjonuje w Polsce 11 jednostek upoważnionych przez Ministra Rolnictwa i Rozwoju Wsi do przeprowadzenia kontroli oraz wydawania i cofania certyfikatów zgodności w zakresie rolnictwa ekologicznego.
Wszystkie podmioty w łańcuchu produkcji i dystrybucji, z wyjątkiem sklepów detalicznych oferujących zapakowane i oznakowane produkty konsumentom lub odbiorcom końcowym muszą być w systemie kontroli produkcji ekologicznej. W przypadku gospodarstw rolnych wszystkie działki rolne i obiekty, przechowalnie i magazyny są kontrolowane co najmniej raz w roku przez inspektorów jednostek certyfikujących. Sprawdzane są także rejestry i dowody zakupu nawozów i środków ochrony roślin. Inspektorzy mogą pobierać próbki roślin, gleby, produktów lub pasz. Po kontroli, przeglądzie raportu z kontroli i dodatkowych dokumentów jednostka podejmuje decyzję o przyznaniu certyfikatu na produkty. Producenci zainteresowani rozpoczęciem produkcji ekologicznej przesyłają zgłoszenie do właściwych Wojewódzkich Inspektorów Jakości Artykułów Rolno- Spożywczych za pośrednictwem wybranej jednostki certyfikującej.

## Podstawa prawna w Polsce
W roku 2001 Sejm Rzeczypospolitej Polskiej uchwalił ustawę o rolnictwie ekologicznym, która miała pomóc w rozwoju tej gałęzi gospodarki. Przed wejściem Polski do Unii Europejskiej weszła w życie nowa ustawa z dnia 20 kwietnia 2004 r. o rolnictwie ekologicznym, która w dniu 7 sierpnia 2009 r. została zastąpiona przez ustawę z dnia 25 czerwca 2009 r. o rolnictwie ekologicznym (Dz.U. z 2020 r. poz. 1324). 7 lipca 2022 r. ustawa ta została zastąpiona przez ustawę z dnia 23 czerwca 2022 r. o rolnictwie ekologicznym i produkcji ekologicznej (Dz.U. z 2022 r. poz. 1370).
Od maja 2004 r. (przystąpienie Polski do Unii Europejskiej) podstawowe zasady rolnictwa ekologicznego w Polsce są regulowane przez prawodawstwo unijne, uzupełniane krajową ustawą. Do końca 2008 r. obowiązywało Rozporządzenie Rady nr 2092/91/EWG z dnia 24 czerwca 1991 r. w sprawie produkcji ekologicznej produktów rolnych oraz znakowania produktów rolnych i środków spożywczych (CELEX: 31991R2092). Od 1 stycznia 2009 r. obowiązuje Rozporządzenie Rady nr 834/2007 z dnia 28 czerwca 2007 r. w sprawie produkcji ekologicznej i znakowania produktów ekologicznych i uchylające rozporządzenie (EWG) nr 2092/91 (CELEX: 32007R0834).